# Hydraena balli
Hydraena balli är en skalbaggsart som beskrevs av Armand D'Orchymont 1940. Hydraena balli ingår i släktet Hydraena och familjen vattenbrynsbaggar. Inga underarter finns listade i Catalogue of Life.